# 1946

## Події

### Січень
- 5 січня — розпочався Нюрнберзький процес
- 6 січня — перші загальні вибори у В'єтнамі.
- 7 січня — союзники у Другій світовій війні визнали Австрійську республіку в кордонах 1937 року та поділили країну на чотири окупаційні зони.
- 19 січня — Утворено Союз Українців у Великій Британії.
- 22 січня - Утворено Закарпатську область Україні

### Березень
- 18 березня — розпочав свою діяльність Всесвітній Банк

### Квітень
- 12 квітня — Сирія здобула незалежність від Франції

### Листопад
- 15 листопада — Введено в навчальний процес новий, наближений до російського, український правопис, схвалений 8 травня 1945 постановою Ради Міністрів УРСР.

- Голодомор в Україні (1946—1947)

## Народились
Дивись також Категорія:Народились 1946
- 1 січня — Валерій Маренич, український співак, Народний артист України.
- 3 січня — Джон Пол Джонс, рок-музикант (Led Zeppelin)
- 5 січня — Андрій Миколайович Болтнєв, російський актор
- 5 січня — Дайан Кітон, американська акторка
- 6 січня — Сід Барет (Syd Barrett), британський музикант, учасник групи Pink Floyd
- 8 січня — Роббі Крігер, американський рок-гітарист (The Doors)
- 11 січня — Джон Пайпер, богослов, пастор і канцлер Вифлеємського коледжу та семінарії в Міннеаполісі.
- 19 січня — Доллі Партон, американська співачка.
- 20 січня — Девід Лінч, американський кінорежисер
- 23 січня — Березовський Борис Абрамович, російський бізнесмен, політик (пом. 2013).
- 5 лютого — Шарлотта Ремплінґ, британська акторка театру, кіно та телебачення, співачка та модель.
- 7 лютого — Гектор Бабенко, американський режисер
- 13 лютого — Сабуров Євген Федорович , російський економіст, політик, поет, драматург. В 1994 — віце-прем'єр-міністр Криму.
- 6 березня — Володимир Талашко, український актор.
- 6 березня — Девід Гілмор, англійський рок-музикант, гітарист і вокаліст групи Pink Floyd.
- 7 березня — Метью Фішер, рокмузикант (Procol Harum)
- 8 березня — Ренді Мейснер, бас-гітарист американської рок-групи The Eagles
- 10 березня — Володимир Гостюхін, білоруський кіноактор
- 12 березня:
  - Лайза Мінеллі — американська співачка, акторка
  - Френк Велкер, американський кіноактор і актор озвучування
- 21 березня — Тімоті Далтон, англійський актор театру і кіно.
- 1 квітня — Арріго Саккі, італійський футбольний тренер
- 3 квітня — Ганна Сухоцька, прем'єр-міністр Польщі (1992—1993)
- 4 квітня — Дейв Гілл, англійський рок-музикант, гітарист гурту Slade.
- 12 квітня — Ед О'Нілл, американський актор.
- 19 квітня — Тім Каррі, американський кіноактор.
- 25 квітня — Володимир Вольфович Жириновський, російський політик (пом. в 2022)
- 30 квітня — Карл XVI Густав, король Швеції (з 1973).
- 30 квітня — Дон Сколландер, американський спортсмен.
- 2 травня — Ярослав Васильович Лупій, кінорежисер.
- 9 травня — Кендіс Берген, американська акторка, модель, фотографка, письменниця та продюсерка.
- 10 травня:
  - Дейв Мейсон, рок-співак («Traffic»).
  - Грем Голдмен, англійський рок-музикант, композитор (10сс)
  - Донован, шотландський співак, автор пісень та гітарист.
- 11 травня — Роберт Джарвік, лікар, винахідник-конструктор штучного серця
- 16 травня — Роберт Фріпп, англійський гітарист («King Crimson»)
- 17 травня — Удо Лінденберг (Udo Lindenberg), німецький рок-музикант
- 19 травня:
  - Джой Реймон, вокаліст панк-групи «The Ramones»
  - Мікеле Плачидо, італійський кіноактор
  - Андре Гігант, професійний французький реслер і актор болгарського-польського походження.
- 20 травня — Шер, американська співачка
- 22 травня — Джордж Бест, північноірландський футболіст.
- 31 травня — Райнер Вернер Фассбіндер, німецький кінорежисер
- 2 червня — Анатолій Борсюк, український журналіст, телеведучий.
- 5 червня — Стефанія Сандреллі, італійська акторка
- 11 червня — Олег Видов, російський кіноактор
- 13 червня — Ігор Володимирович Старигін, актор
- 14 червня — Дональд Трамп, американський фінансовий магнат, 45 Президент США (2017-)
- 15 червня — Деміс Русос, грецький співак
- 15 червня — Нодді Голдер, музикант, композитор, вокаліст гурту Slade
- 17 червня — Баррі Манілов, композитор, співак
- 23 червня — Олександр Кайдановський, російський кіноактор, режисер, сценарист
- 25 червня — Йєн Макдональд, рок-музикант
- 28 червня — Олег Борисович Фіалко, український сценарист, режисер
- 2 липня — Рон Сільвер, актор
- 6 липня — Сільвестер Сталоне (Sylvester Stallone), американський актор
- 6 липня — Джордж Буш (George W. Bush), 43-й президент США (2001-2009)
- 9 липня — Бон Скотт, перший вокаліст «AC/DC»
- 12 липня — Валентина Толкунова, радянська та російська естрадна співачка
- 15 липня — Хассанал Болкіах, султан Брунею
- 15 липня — Лінда Ронстадт, співачка
- 22 липня — Мірей Матьє, французька співачка
- 25 липня — Хосе Ареас, нікарагуанський музикант-перкусіоніст (Santana)
- 26 липня — Гелен Міррен, англійська акторка
- 1 серпня — Реймонд Баррелл, англійський бас-гітарист (King Crimson, Bad Company)
- 3 серпня — Микола Бурляєв, російський актор
- 14 серпня — Володимир Мунтян, український футболіст, тренер
- 19 серпня — Білл Клінтон, 42-й президент США (1993–2001)
- 23 серпня — Кіт Мун, співак, ударник групи «The Who»
- 29 серпня — Боб Бімон, американський легкоатлет
- 1 вересня — Баррі Ґібб, британський співак, композитор і продюсер («Bee Gees»)
- 1 вересня — Но Му Хьон, президент Республіки Корея в 2003—2008 рр.
- 5 вересня — Фредді Меркюрі, британський рок-співак («Queen»)
- 9 вересня — Дуг Інгл, рок-музикант, соліст групи «Iron Butterfly»
- 15 вересня — Олівер Стоун, американський кінорежисер
- 15 вересня — Томмі Лі Джонс, американський театральний і кіноактор
- 4 жовтня — Сюзан Сарандон, американська акторка
- 10 жовтня — Чарльз Денс, англійський актор
- 14 жовтня — Джастін Хейворд, англійський рок-музикант, композитор
- 20 жовтня — Єлінек Ельфріда, австрійська письменниця
- 22 жовтня — Робертино Лоретті, італійський співак
- 27 жовтня — Айван Райтман, американський кінорежисер
- 29 жовтня — Пітер Грін, англійський рок-музикант, (Fleetwood Mac)
- 6 листопада — Саллі Філд, американська акторка
- 9 листопада — Михайло Михайлович Томчаній, архітектор, містовудівельник, графік
- 1 грудня — Гілберт О'Салліван, ірландський поп-співак
- 2 грудня — Джанні Версаче, італійський модельєр
- 5 грудня — Хосе Каррерас, іспанський оперний співак (тенор)
- 13 грудня — Володимир Бистряков, український піаніст, композитор
- 14 грудня — Джейн Біркін, британська акторка
- 16 грудня — Бенні Андерсон, шведський піаніст, співак, композитор (Abba)
- 16 грудня — Олександр Іванович Некрасов, український композитор.
- 18 грудня — Стівен Спілберг, американський кінорежисер, продюсер
- 20 грудня — Урі Геллер, ізраїльський ілюзіоніст і мистифікатор.
- 24 грудня — Леонід Філатов, російський актор театру і кіно, письменник, режисер
- 30 грудня — Патті Сміт, американська співачка, автор текстів, композитор

## Померли
Дивись також Категорія:Померли 1946
- 24 лютого — Андрусяк Василь (Грегіт; Різун), український військовий діяч, полковник Української повстанської армій (н.1912)
- 25 травня — Персі Джон Даніелл, британський математик, який розробив узагальнену теорію інтегрування та диференціювання
- 13 серпня — Герберт Джордж Веллс, англійський письменник-фантаст (н.1866)
- 16 вересня — Джеймс Гопвуд Джинс, англійський астроном, фізик і математик
- 14 листопада — Мануель де Фалья, іспанський композитор

## Нобелівська премія
- з фізики: Персі Вільямс Бріджмен — «За винахід приладу, що дозволяє створювати надвисокі тиски, і за відкриття, зроблені у зв'язку із цим, у фізиці високих тисків»
- з хімії: Джеймс Самнер — «За відкриття явища кристалізації ферментів»; Джон Говард Нортроп та Венделл Мередіт Стенлі — «За отримання в чистому вигляді вірусних білків»
- з медицини та фізіології: Герман Джозеф Мьоллер — «За відкриття появи мутацій під впливом рентгенівського випромінювання»
- з літератури: Герман Гессе
- премія миру: Емілі Грін Болч — «За багаторічну, невтомну працю на благо світу»; Джон Релей Мотт — «За місіонерську діяльність»